# Temacine Tamazight jezik
Temacine Tamazight jezik (touggourt, tougourt, tugurt; ISO 639-3: tjo) berberski jezik skupine mzab-wargla, šire zenatske skupine, kojim govori oko 6 000 ljudi (1995) iz plemena Tougourt berbera u krajevima oko Temacine, Tamelhata, Ghomre i Meggarina, Alžir.
Moguće da je dijalekt jezika tagargrent.

## Vanjske poveznice
- Ethnologue (14th)
- Ethnologue (15th)